# Bierth
Bierth ist ein Ortsteil von Uckerath auf dem Stadtgebiet Hennef (Sieg) im Rhein-Sieg-Kreis in Nordrhein-Westfalen. Bierth wird heute in der Statistik der Stadt Hennef nicht mehr gesondert ausgewiesen. Ein Ortsteil von Bierth war früher das nördlich liegende Unterbierth.

## Lage
Das ehemalige Dorf liegt in einer Höhe von 203 bis 223 Metern über N.N. auf den Hängen des Westerwaldes. Durch Bierth verläuft die Bundesstraße 8.

## Geschichte
Nach einer Statistik aus dem Jahr 1885 lebten damals in Bierth 110 Einwohner in 23 Häusern.
1910 waren in Bierth die 27 Haushalte Fuhrunternehmer Josef Ajas, Ackerin Witwe Johann Beiert, Dreher Peter Beiert, Fabrikarbeiter Josef Bourauel, Tagelöhner Peter Bourauel, Ackerer Peter Dittscheid, zwei Ackerer Heinrich Eidam und eine Ackerin Witwe Peter Eidam, Lehrer a. D. Georg Fuchs, Schmied Johann Halm, die Ackerer Karl, Matthias und Theodor Huhn, Fabrikarbeiter Christian Ißbach, Ackerer Jodokus Kleuver, Ackergehilfe Josef Kleuver, die Ackerinnen Anna und Theresia Müller, Ackerer Anton Schneider, Tagelöhner Philipp Schneider, Ackerer Peter Josef Schumacher, Ackerer und Wirt Johann Siebigteroth, Fabrikarbeiter Christian Stricker, Ackerer Heinrich Stricker, Schlosser Johann Stricker und Ackerer Wilhelm Vendel verzeichnet.
Bis zum 1. August 1969 gehörte das Dorf Bierth zur Gemeinde Uckerath. Im Rahmen der kommunalen Neugliederung des Raumes Bonn wurde Uckerath, damit auch der Ort Bierth, der damals neuen amtsfreien Gemeinde „Hennef (Sieg)“ zugeordnet.